# Chlorodesmis
Genre
Chlorodesmis est un genre d'algue verte de la famille des Udoteaceae. 

## Liste d'espèces
Selon ITIS (8 juin 2013) :
- Chlorodesmis caespitosa J. Ag.
- Chlorodesmis fastigiata (C. Ag.) Ducker
- Chlorodesmis penicillata Farghaly

Selon AlgaeBase (8 juin 2013) et World Register of Marine Species (8 juin 2013) :
- Chlorodesmis baculifera (J. Agardh) Ducker, 1966
- Chlorodesmis caespitosa J. Ag.
- Chlorodesmis dotyi Trono, 1971
- Chlorodesmis fastigiata (C. Agardh) Ducker (espèce type)
- Chlorodesmis haterumana Tanaka et Itono, 1973
- Chlorodesmis hildebrandtii A. Gepp et E. Gepp
- Chlorodesmis major Zanard
- Chlorodesmis mexicana W.R. Taylor, 1945
- Chlorodesmis papenfussii Ducker, 1969
- Chlorodesmis sinensis C.K.Tseng et Dong